# Objaw Küstnera
Objaw Küstnera – pępowinowy objaw odklejenia się łożyska. Ucisk dłonią między spojeniem łonowym a macicą powoduje uniesienie macicy ku górze. Jeśli przy tym pępowina się cofa, to oznacza, że łożysko jeszcze nie jest oddzielone.
Jest to jedna z cech świadczących o oddzieleniu się łożyska i możliwym wykluczeniu nieprawidłowości trzeciego okresu porodu. Oprócz objawu Küstnera istnieją również inne cechy odklejania się łożyska m.in. objaw Schrödera, zmniejszenie napięcia pępowiny, wysuwanie się sznura pępowinowego z pochwy oraz pojawienie się odczucia parcia na stolec jako skutek wypełnienia pochwy przez wydalone z macicy łożysko.